# Henry Howard, I conte di Northampton
Henry Howard I conte di Northampton (Shotesham, 25 febbraio 1540 – Londra, 15 giugno 1614) esponente della potente famiglia Howard, fu un personaggio di spicco della corte inglese. Ciclicamente sospettato di essere cattolico andò incontro, per questo, a periodi di disgrazia, in cui la sua credibilità era azzerata ed il favore regale annullato. Per suo volere venne costruita la Northumberland House di Londra e sovrintese a quella di Audley End House.

## La lunga istruzione
Nato nel Norfolk il 25 febbraio 1540, Henry Howard era figlio secondogenito del poeta Henry Howard, conte di Surrey (1517-1547) e di Frances de Vere (1516 circa-30 giugno 1577) figlia di John de Vere, XV conte di Oxford (prima del 1490-21 marzo 1540). Suo fratello maggiore era Thomas Howard, IV duca di Norfolk. Nel 1547, suo padre, sospettato da Enrico VIII di voler usurpare la corona a suo figlio Edoardo, fu condannato a morte e decapitato: il nonno, Thomas Howard, III duca di Norfolk, processato e condannato a morte insieme a lui, sfuggì all'esecuzione capitale solo perché era nel frattempo intervenuta la morte di Enrico VIII, ma rimase comunque in carcere. Così, Henry, insieme alle sorelle e ai fratelli, venne affidato alle cure di Mary FitzRoy, che li pose sotto il tutoraggio del teologo John Foxe: con lui essi rimasero nella casa di famiglia degli Howard per tutto il regno di Edoardo VI d'Inghilterra (1547-1553). Quando, alla morte di Edoardo, sul trono d'Inghilterra salì Maria I d'Inghilterra, il loro nonno fu rilasciato e, tornato a casa, licenziò Foxe.
Gli studi di Henry proseguirono sotto la guida del Vescovo di Lincoln John White (1510-1560): quando questi si trasferì a Winchester nel 1556, il giovane Henry lo seguì. Sotto la guida di White, Henry studiò il diritto, la filosofia, la storia e la teologia e, a quanto pare, iniziò a concepire una forte simpatia per la confessione cattolica e la relativa chiesa. Tale professione di fede era assai gradita alla regina Maria, ma non era congeniale alla sorella Elisabetta I d'Inghilterra, anglicana, che le succedette nel 1558. Ella privò White del vescovado e si fece direttamente carico dell'educazione di Henry, che proseguì la propria istruzione presso il King's College (Cambridge). Nel 1564 Henry si diplomò ed iniziò a frequentare il Trinity Hall,che era stato fondato circa trent'anni prima: quattro anni dopo, andò ad Oxford.

## I molti sospetti
Nel 1568 Henry scrisse a William Cecil, I barone Burghley protestando per il fatto di essere ingiustamente sospettato di nutrire simpatie cattoliche: per ringraziare la sorella Catherine che lo supportava, scrisse per lei un trattato sulla natura e la filosofia morale datato 6 agosto 1569. Nello stesso periodo si sparse la voce che Henry potesse prendere gli ordini sacri per sostituire il vescovo anglicano, di York, Thomas Young (1507-1568); queste voci, anche contrastanti, non impedirono ad Elisabetta di chiamarlo a corte nel 1570. Alla corte della regina, Henry dovette comunque tenere un profilo basso. In quel periodo, suo fratello maggiore Thomas stava macchinando per convolare a nozze con Maria Stuarda e detronizzare Elisabetta: le sue trame, che lo portarono alla morte, dovettero deprimere non poco le prospettive di Henry. Il 7 settembre 1571, Thomas Howard venne arrestato con l'accusa di essersi proposto come marito alla regina Maria allo scopo di detronizzare Elisabetta: insieme a lui venne arrestato anche Henry. Thomas, processato nel gennaio del 1572, venne riconosciuto colpevole di tradimento e giustiziato il 2 giugno dello stesso anno. Henry, invece, la cui posizione fu ripetutamente esaminata da una commissione di inchiesta, venne scagionato e richiamato a corte da Elisabetta. Tuttavia, dopo la morte di Thomas, Henry si ritirò presso Audley End House, dove si occupò dell'educazione dei nipoti e non trascurò di rimanere in contatto con alcuni membri della corte, così da non perdere le grazie della regina. Nel 1574, quando si scoprì che egli si scambiava pegni con la regina Maria, fu in grado di difendersi in modo convincente. A quanto pare, Henry fornì per molti anni informazioni politiche a Maria Stuarda, ma, se dobbiamo dare retta ai suoi rapporti, si trattò sempre di informazioni piuttosto prudenti e circostanziate. Sia come sia, Henry cercò di recuperare il favore di Elisabetta con petizioni condite di un'abbondante dose di adulazione.
Nel 1580 fu scoperto un breve trattato che, rispondendo polemicamente ad uno ad uno scritto di John Stubbs (1543 circa-1591), si schierava a favore del matrimonio fra Elisabetta e Francesco Ercole di Valois, osteggiato dallo Stubbs. Lo scritto fu attribuito a Henry Howard e, quando William Cecil gliene domandò ragione, Henry rispose con un Pamphlet, completato soltanto nel 1589, sull'inopportunità di avere una donna al governo. Nel 1582, suo cugino, Edward de Vere, riportò alla ribalta la corrispondenza che Henry aveva avuto con la regina Maria Stuarda e le relative accuse di eresia e tradimento, fino ad allora sottaciute. Henry Howard fu nuovamente arrestato e si difese in una lunga lettera indirizzata alla regina, nella quale ammetteva di essersi avvicinato al cattolicesimo per trovare risposta ad alcune sue difficoltà di coscienza, ma negava recisamente di averlo fatto allo scopo di ottenere i favori di Maria. Una volta libero, si ritirò per un anno, fino al 1583, a St Albans, dove scrisse un trattato, dedicato a Francis Walsingham, contro l'Astrologia giudiziaria. Anche questo libro fu visto con sospetto, e dopo che, sempre nel 1583, fu scoperto il Piano di Throckmorton, un complotto Cattolico teso a spodestare Elisabetta in favore di Maria, Henry fu nuovamente arrestato e mandato alla Fleet Prison. Fu accusato di aver ricevuto dalla regina di Scozia un anello con dentro un messaggio. Cecil si rifiutò di intervenire a suo favore, ma suo figlio, Robert Cecil, I conte di Salisbury acconsentì a mandarlo, sulla parola, presso la casa di Nicholas Bacon presso Redgrave.
Gli anni che seguirono furono di assoluto isolamento, ed Henry dovette fare i conti anche con gravi ristrettezze economiche, perché la sua pensione veniva pagata irregolarmente.

## Gli onori
Negli anni d'esilio, Henry non perse mai i contatti con William e Robert Cecil: grazie a loro, nel 1600 poté tornare alla presenza della regina. Ormai Elisabetta era vecchia ed alla fine del suo regno, motivo per cui Henry andò alla corte di Giacomo Stuart, figlio della defunta Maria e più probabile candidato alla successione di Elisabetta, nubile e priva di eredi diretti. Ovviamente, il diritto alla successione di Giacomo Stuart era contestato, in quanto c'erano altri pretendenti al trono, tra cui Walter Raleigh, ma Henry Howard fu tra coloro che si adoperarono perché il trono andasse a Giacomo. Quando, il 24 marzo 1603, Giacomo Stuart divenne re d'Inghilterra col nome di Giacomo I, Lord Howard ricevette la giusta ricompensa per i suoi servigi, entrando a far parte del Consiglio privato di sua maestà; il 1º gennaio 1604 fu nominato Lord Guardiano dei Cinque Porti e il 31 marzo dello stesso anno fu creato Conte di Northampton; il 24 febbraio del 1605 fu nominato cavaliere dello Ordine della Giarrettiera ed ancora il 29 aprile fu nominato Lord del Sigillo Privato. Gli onori non finirono qui: nel 1609 fu nominato High Steward per l'Università di Oxford e nel 1612 fu messo a capo di quella di Cambridge. Venne poi anche il suo turno di giudicare, dopo esser stato tante volte sospettato di tradimento e arrestato: Henry fu uno dei giudici ai processi di Walter Raleigh, di Henry Brooke, XI barone Cobham (22 novembre 1564-3 febbraio 1619), di Guy Fawkes e di Henry Garnet: in ognuno di questi casi si adoperò perché fosse emesso un verdetto di colpevolezza.

## Il matrimonio ad ogni costo
Attorno al 1609 Henry assistette la nipote Frances Carr, Contessa di Somerset (31 maggio 1590-23 agosto 1632) che intendeva divorziare dal marito Robert Devereux, III conte di Essex per sposare Robert Carr, I conte di Somerset con cui aveva già una relazione. Sia Henry che il padre di lei la rappresentarono durante un'udienza che si tenne a Whitehall nel maggio del 1613 nella speranza che suo marito acconsentisse al divorzio. Essex tuttavia non fu accomodante ed Henry riuscì a fare in modo che la cosa approdasse di fronte ad una commissione, una volta che il divorzio fu ottenuto però, il poeta Thomas Overbury sconsigliò Somerset di sposare una donna con un tale passato.
L'affronto fu preso di petto dagli Howard ed Henry, sulla base di prove assai scarne, lo fece rinchiudere nella Torre di Londra e fece sì che il loro alleato Gervase Helwys divenisse Lord Lieautenant della Torre. Helwys scrisse spesso ad Henry descrivendogli la condotta e la salute del prigioniero e questi, pur mettendo in chiaro che non voleva essere messo in connessione con la faccenda, gli fece conoscere John Craig (morto nel 1620), uno degli archiatri perché facesse un resoconto sullo stato di salute di Overbury.
Nel 1613 Overbury morì avvelenato, e dopo pochi mesi, il 15 giugno 1614 anche Henry lo seguì e fu solo l'anno seguente che un'indagine sulla morte del poeta mise in luce la possibilità che anche Howard fosse coinvolto nel suo decesso.

## Ascendenza
|                                      |              |                                         | Genitori                                |  |  | Nonni |  |  | Bisnonni                          |  |  | Trisnonni                      |  |
|                                      |              |                                         |                                         |  |  |       |  |  | Thomas Howard, II duca di Norfolk |  |  | John Howard, I duca di Norfolk |  |
|                                      |              |                                         |                                         |  |  |       |  |  | Thomas Howard, II duca di Norfolk |  |  | John Howard, I duca di Norfolk |  |
|                                      |              | Catherine Moleyns                       |                                         |  |  |       |  |  | Thomas Howard, II duca di Norfolk |  |  |                                |  |
| Thomas Howard, III duca di Norfolk   |              |                                         |                                         |  |  |       |  |  | Thomas Howard, II duca di Norfolk |  |  |                                |  |
|                                      |              | Elizabeth Tilney                        | Frederick Tilney                        |  |  |       |  |  |                                   |  |  |                                |  |
|                                      |              | Elizabeth Tilney                        | Frederick Tilney                        |  |  |       |  |  |                                   |  |  |                                |  |
|                                      |              | Elizabeth Tilney                        | Elizabeth Cheney                        |  |  |       |  |  |                                   |  |  |                                |  |
| Henry Howard, III conte di Surrey    |              | Elizabeth Tilney                        |                                         |  |  |       |  |  |                                   |  |  |                                |  |
|                                      |              | Edward Stafford, III duca di Buckingham | Henry Stafford, II duca di Buckingham   |  |  |       |  |  |                                   |  |  |                                |  |
|                                      |              | Edward Stafford, III duca di Buckingham | Henry Stafford, II duca di Buckingham   |  |  |       |  |  |                                   |  |  |                                |  |
|                                      |              | Edward Stafford, III duca di Buckingham | Catherine Woodville                     |  |  |       |  |  |                                   |  |  |                                |  |
| Elizabeth Stafford                   |              | Edward Stafford, III duca di Buckingham |                                         |  |  |       |  |  |                                   |  |  |                                |  |
|                                      |              | Eleanor Percy                           | Henry Percy, IV conte di Northumberland |  |  |       |  |  |                                   |  |  |                                |  |
|                                      |              | Eleanor Percy                           | Henry Percy, IV conte di Northumberland |  |  |       |  |  |                                   |  |  |                                |  |
|                                      |              | Eleanor Percy                           | Maud Herbert                            |  |  |       |  |  |                                   |  |  |                                |  |
| Henry Howard, I conte di Northampton |              | Eleanor Percy                           |                                         |  |  |       |  |  |                                   |  |  |                                |  |
|                                      | John de Vere | Robert de Vere                          |                                         |  |  |       |  |  |                                   |  |  |                                |  |
|                                      | John de Vere | Robert de Vere                          |                                         |  |  |       |  |  |                                   |  |  |                                |  |
|                                      | John de Vere | Joan Courtenay                          |                                         |  |  |       |  |  |                                   |  |  |                                |  |
| John de Vere, XV conte di Oxford     | John de Vere |                                         |                                         |  |  |       |  |  |                                   |  |  |                                |  |
|                                      |              | Alice Kilrington                        | Walter Kilrington                       |  |  |       |  |  |                                   |  |  |                                |  |
|                                      |              | Alice Kilrington                        | Walter Kilrington                       |  |  |       |  |  |                                   |  |  |                                |  |
|                                      |              | Alice Kilrington                        | Jane Tresithney                         |  |  |       |  |  |                                   |  |  |                                |  |
| Frances de Vere                      |              | Alice Kilrington                        |                                         |  |  |       |  |  |                                   |  |  |                                |  |
|                                      |              | Edward Trussel                          | William Trussell                        |  |  |       |  |  |                                   |  |  |                                |  |
|                                      |              | Edward Trussel                          | William Trussell                        |  |  |       |  |  |                                   |  |  |                                |  |
|                                      |              | Edward Trussel                          | Margaret Bridget Kyme                   |  |  |       |  |  |                                   |  |  |                                |  |
| Elizabeth Trussell                   |              | Edward Trussel                          |                                         |  |  |       |  |  |                                   |  |  |                                |  |
|                                      |              | Margaret Dun                            | John Donne                              |  |  |       |  |  |                                   |  |  |                                |  |
|                                      |              | Margaret Dun                            | John Donne                              |  |  |       |  |  |                                   |  |  |                                |  |
|                                      |              | Margaret Dun                            | Elizabeth Hastinges                     |  |  |       |  |  |                                   |  |  |                                |  |
|                                      |              | Margaret Dun                            |                                         |  |  |       |  |  |                                   |  |  |                                |  |